# 兩西西里的瑪麗亞·皮婭
兩西西里的瑪麗亞·皮婭（義大利語：Maria Pia di Borbone-Due Sicilie，1849年8月2日—1882年9月29日），兩西西里國王費迪南多二世的第三女。

## 家庭
1869年，瑪麗亞·皮婭和已被廢黜的末代帕爾馬公爵羅貝托一世結婚，兩人共有3子6女：
1. 瑪麗亞·路易莎（1870年—1899年），保加利亞親王妃
2. 路易莎·瑪麗亞（1872年—1943年）
3. 恩里克（1873年—1939年），波旁-帕爾馬家族首領
4. 瑪麗亞·伊瑪科拉塔（1874年—1914年）
5. 朱塞佩（1875年—1950年），波旁-帕爾馬家族首領
6. 瑪麗亞·特蕾莎（1876年—1959年）
7. 瑪麗亞·皮婭（1877年—1915年）
8. 貝亞特麗切（1879年—1946年）
9. 埃利亞（1880年—1959年），波旁-帕爾馬家族首領